# Willem Van Riet
Pour les articles homonymes, voir Van Riet.
Willem Van Riet, né à Anvers le 1er août 1887 et mort dans la même ville le 20 décembre 1928, est un peintre, dessinateur, caricaturiste et affichiste belge.

## Biographie

### Famille
Willem (Guilielmus Joannes) Van Riet, né Diepestraat à Anvers le 1er août 1887, est le fils d'Antonius Van Riet (1863), aubergiste, né à Anvers, et de Maria Ludovica Jordens (1861-1923), couturière, née à Louvain, mariés à Anvers le 6 novembre 1883. Willem Van Riet épouse Rachel Keyser,.

### Formation
Willem Van Riet, étudiant à l'Académie royale des beaux-arts d'Anvers, est également élève de l'atelier de figures dirigé par Julien De Vriendt à l'Institut supérieur des beaux-arts d'Anvers. En juillet 1911, il remporte le prix De Keyser décerné par l'Académie. En octobre 1912, il obtient le prix de peinture au concours Van Lerius.

### Carrière
En 1913, Willem Van Riet est retenu parmi les six candidats admis à participer au prix de Rome belge en peinture. Le prix n'est pas décerné cette année-là, mais il obtient une mention honorable qu'il partage avec Karel Van Belle.
Willem Van Riet envoie L'Intrus au Salon d'Anvers de 1911. Au Salon de Bruxelles de 1914, il expose, dans la catégorie dessins et aquarelles : Vieux coin et Soir. 
Le 20 décembre 1928, en raison d'une maladie incurable, Willem Van Riet meurt, à l'âge de 41 ans, rue Mertens et Torfs no 5 à Anvers. Il est inhumé au cimetière du Schoonselhof.

## Œuvre

### Caractéristiques
Artiste peintre, Willem Van Riet expose ponctuellement, dans les années 1920 des scènes de genre, des portraits souvent féminins, des allégories et quelques paysages dans des galeries à Bruxelles et à Anvers. Il se tient à l'écart du modernisme et son art est à son apogée dans ses représentations féminines. Ses natures mortes offrent l'opportunité de découvrir ses talents de coloriste. Son œuvre est marquée par une imagination riche et les sujets choisis se prêtent adéquatement à la peinture.
Il est également affichiste. En 1910, il obtient le cinquième prix au concours d'affiches organisé par l'Union des femmes belges contre l'alcoolisme à Anvers. Le sujet qu'il représenté est intitulé Rex. 
Willem Van Riet illustre régulièrement de ses caricatures le magazine satirique Tybaert de Kater (nl).